# 1897 na televisão

## Nascimentos
| Data            | Nome              | Profissão         | Nacionalidade   | Observações | Ref    |
| --------------- | ----------------- | ----------------- | --------------- | ----------- | ------ |
| 19 de janeiro   | Natacha Rambova   | atriz             | Estados Unidos  | m. 1966     | [ 1 ]  |
| 10 de fevereiro | Judith Anderson   | atriz             | Austrália       | m. 1992     | [ 2 ]  |
| 19 de fevereiro | Alma Rubens       | atriz             | Estados Unidos  | m. 1931     | [ 3 ]  |
| 16 de março     | Conrad Nagel      | ator              | Estados Unidos  | m. 1970     | [ 4 ]  |
| 19 de março     | Betty Compson     | atriz             | Estados Unidos  | m. 1974     | [ 5 ]  |
| 26 de abril     | Douglas Sirk      | cineasta          | Império Alemão  | m. 1987     | [ 6 ]  |
| 19 de junho     | Moe Howard        | comediante        | Estados Unidos  | m. 1975     | [ 7 ]  |
| 10 de julho     | John Gilbert      | ator              | Estados Unidos  | m. 1936     | [ 8 ]  |
| 22 de agosto    | Elisabeth Bergner | atriz             | Áustria-Hungria | m. 1986     | [ 9 ]  |
| 5 de setembro   | Doris Kenyon      | atriz             | Estados Unidos  | m. 1979     | [ 10 ] |
| 23 de setembro  | Walter Pidgeon    | ator              | Canadá          | m. 1984     | [ 11 ] |
| 8 de outubro    | Rouben Mamoulian  | diretor de cinema | Império Russo   | m. 1987     | [ 12 ] |

## Mortes
| Data | Nome | Profissão | Nacionalidade | Observações | Ref |
| ---- | ---- | --------- | ------------- | ----------- | --- |